# Neanias fasciatus
Neanias fasciatus är en insektsart som beskrevs av Ichikawa 2001. Neanias fasciatus ingår i släktet Neanias och familjen Gryllacrididae. Inga underarter finns listade i Catalogue of Life.